# Graphe de Biggs-Smith
Le graphe de Biggs-Smith est, en théorie des graphes, un graphe 3-régulier possédant 102 sommets et 153 arêtes.

## Propriétés

### Propriétés générales
Le diamètre du graphe de Biggs-Smith, l'excentricité maximale de ses sommets, est 7, son rayon, l'excentricité minimale de ses sommets, est 7 et sa maille, la longueur de son plus court cycle, est 9. Il s'agit d'un graphe 3-sommet-connexe et d'un graphe 3-arête-connexe, c'est-à-dire qu'il est connexe et que pour le rendre déconnecté il faut le priver au minimum de 3 sommet ou de 3 arêtes.
La graphe de Biggs-Smith est l'un des 13 graphes cubiques distance-réguliers. Il est également hamiltonien et possède 2 849 472 cycles hamiltoniens distincts.

### Coloration
Le nombre chromatique du graphe de Biggs-Smith est 3. C'est-à-dire qu'il est possible de le colorer avec 3 couleurs de telle façon que deux sommets reliés par une arête soient toujours de couleurs différentes. Ce nombre est minimal.
L'indice chromatique du graphe de Biggs-Smith est 3. Il existe donc une 3-coloration des arêtes du graphe telle que deux arêtes incidentes à un même sommet soient toujours de couleurs différentes. Ce nombre est minimal.

### Propriétés algébriques
Le graphe de Biggs-Smith est symétrique, c'est-à-dire que son groupe d'automorphismes agit transitivement sur ses arêtes, ses sommets et ses arcs. Il est donc également arête-transitif et sommet-transitif. Le graphe de Biggs-Smith est l'unique graphe cubique symétrique à 102 sommets et sa notation dans le Foster Census, le catalogue  classifiant tous les graphes cubiques symétriques, est F102A,.
Le groupe d'automorphisme du graphe de Biggs-Smith est d'ordre 2 448 et est isomorphe au groupe projectif linéaire PSL(2,17).
Le polynôme caractéristique   de la matrice d'adjacence du graphe de Biggs-Smith est : {\displaystyle (x-3)(x-2)^{18}x^{17}(x^{2}-x-4)^{9}(x^{3}+3x^{2}-3)^{16}}. Le graphe de Biggs-Smith est déterminé de façon unique par son spectre de graphe, l'ensemble des valeurs propres de sa matrice d'adjacence.

## Représentations

Représentation du nombre chromatique du graphe de Biggs-Smith : 3.
Représentation de l'indice chromatique du graphe de Biggs-Smith : 3.
Représentation alternative du graphe.